# Giovani Lo Celso
Giovani Lo Celso (Rosario, Santa Fe, 9 de abril de 1996) es un futbolista argentino que juega de centrocampista en el Real Betis Balompié de la Primera División de España.
Es internacional con la selección de fútbol de Argentina desde 2017, con la cual ganó las Copas América de 2021 y de 2024, y la Copa de Campeones Conmebol-UEFA 2022. También fue parte de la selección argentina en las eliminatorias para el Mundial de Qatar 2022 pero no pudo jugar el torneo debido a una lesión.

## Trayectoria

### Inicios
Dio sus primeros pasos en el fútbol jugando en la liga infantil ARDyTI y realizó el baby en San José. Luego jugó en las divisiones infantiles de la Asociación Atlética Jorge Griffa entre 2008 y 2009, hasta ser fichado por Rosario Central.

### Rosario Central
Llegó a las inferiores de Rosario Central en enero de 2010. Obtuvo los títulos de AFA en Novena División en ese mismo año, de Sexta en 2013, y de Reserva en 2014. Jugador de gran habilidad, tuvo su debut en Primera División el 19 de julio de 2015, ante Vélez Sarsfield con 19 años, en un encuentro que finalizó 0-0. El entrenador Eduardo Coudet dispuso su ingreso a los 78 minutos de juego, en reemplazo de Víctor Salazar. Jugó su segundo partido en Primera División, frente a Sarmiento de Junín, en el Estadio Gigante de Arroyito, un encuentro que terminó 1-1, marcando su primera asistencia al delantero Marco Ruben. Se erigió rápidamente en uno de los futbolistas más desequilibrantes del conjunto canalla por su excelente manejo y buena visión de juego, llamando la atención de varios clubes europeos como el Chelsea, Manchester City, Manchester United, Atlético de Madrid, Borussia Dortmund, Roma, Juventus, Milán, Sassuolo y el F. C. Barcelona.
El 23 de octubre de 2015, su equipo se clasificó a la final de la Copa Argentina, tras vencer por 1-0 a Racing Club. Lo Celso se fue expulsado a los 84' por doble amarilla (había sido amonestado a los 61´).
Rosario Central se enfrentó a Boca Juniors el 4 de noviembre, obteniendo el subcampeonato en dicho certamen luego de caer ante los xeneizes por 2-0 en un partido no exento de polémicas por el arbitraje de Diego Ceballos. Finalizada la temporada 2015, también logró un tercer puesto en el Campeonato de Primera División.
Con el club rosarino disputó un total de 57 partidos, marcó 3 goles, y dio 15 asistencias.

### París Saint-Germain
El 23 de junio del 2016, Lo Celso pasó la revisión médica y se convirtió en jugador del París Saint-Germain Football Club por 5 temporadas a partir del 2017. La venta se realizó a cambio de 16 millones de euros con 9 millones libres de impuestos para Central por el 80 por ciento de la ficha. Con ello se convirtió en la transferencia más alta de la historia del club de Arroyito por aquella época, incluso por encima de la de Ángel Di María. Con el club parisino ganó una Ligue 1, dos Copas de la Liga, dos Copas de Francia y dos Supercopas de Francia, disputó un total de 54 encuentros, marcó 7 goles, y dio 9 asistencias.

### Real Betis
El 31 de agosto de 2018, Lo Celso llegó al Betis en calidad de cedido, con una opción de compra posterior de 30 millones de euros. El 16 de abril de 2019 se ejecutó la opción de compra que incluía la cesión. Lo Celso fue indispensable en el club andaluz donde marcó 9 goles en La Liga Española, 2 en la Copa del Rey y 5 en Liga Europa de la UEFA. En el Betis jugó un total de 45 partidos, marcó 16 goles y dio 6 asistencias. Sus buenas actuaciones hicieron que varios otros clubes de Europa se interesaran en él como Bayern de Múnich, Real Madrid o Tottenham Hotspur.

### Tottenham Hotspur
El 8 de agosto de 2019 el Real Betis Balompié hizo oficial su cesión por una temporada con opción de compra al Tottenham Hotspur. El deseo de Lo Celso de salir del Betis para dar un salto cualitativo y la necesidad del club bético por vender para poder seguir reforzando su plantel fueron las razones del traspaso.[cita requerida] El Betis recibiría 15 millones de euros mientras el conjunto inglés se quedaba con una opción de compra de unos 40 millones de euros que sería obligatoria con base en objetivos. El 28 de enero de 2020 el conjunto inglés hizo efectiva la opción de compra y firmó un contrato hasta 2025.

#### Préstamo al Villareal C. F.
El 31 de enero de 2022 regresó al fútbol español tras llegar cedido al Villarreal C. F. hasta final de temporada. La siguiente siguió en el mismo equipo después de que a mediados de agosto ambos clubes llegaran a un acuerdo para una nueva cesión.
Tras un perfecto medio año para el mediocampista, a comienzos de la temporada 2022-23, precisamente a fines de octubre de ese mismo año, Lo Celso, sufrió un desgarro grado 1 en el bíceps femoral de la pierna derecha, en el partido que disputó el Villareal frente al Athletic Club. La lesión de Giovani se produjo a tan solo 20 días del comienzo de la Copa Mundial de Fútbol 2022, por lo que hubo indicios de que este se podría perder la competición mundialista.

## Selección nacional

#### Sub-23
Lo Celso disputó los Juegos Olímpicos de Río de Janeiro con la selección argentina sub-23 en 2016, siendo esta la primera ocasión que el jugador vistió la casaca albiceleste. Lo Celso disputó los tres encuentros de la fase de grupos en calidad de titular y no marcó ningún gol para el combinado nacional, que cayó en primera ronda.

#### Participaciones en Juegos Olímpicos
| Torneo                | Sede   | Resultado     | Partidos | Goles |
| --------------------- | ------ | ------------- | -------- | ----- |
| Juegos Olímpicos 2016 | Brasil | Primera ronda | 3        | 0     |

#### Absoluta
Luego de su participación en la selección olímpica, Lo Celso fue convocado por primera vez a la selección absoluta un año más tarde, para la doble fecha FIFA de noviembre de 2017 por Jorge Sampaoli, haciendo su debut como titular el 11 de noviembre, en un partido amistoso que la escudra nacional debía disputar ante Rusia en Moscú, rumbo a la Copa Mundial de Fútbol de 2018 (competición a la cual había sellado su clasificación unos meses antes), donde jugó hasta el minuto 59, cuando fue sustituido por Alejandro Gómez. El seleccionado albiceleste triunfaría por la mínima (1-0). Tres días después, el 14 de noviembre, Lo Celso disputó el segundo encuentro de la gira frente a Nigeria, también en calidad de titular, aunque nuevamente saldría reemplazado por Gómez, esta vez a los 58'; los albicelestes caerían por 4-2 ante los africanos. Lo Celso continuaría siendo citado por Sampaoli a los próximos partidos de preparación del combinado celeste y blanco de cara al Mundial, incluyendo a los primeros amistosos de 2018, ante Italia y España en marzo, y contra Haití en mayo, en los cuales el mediocampista del PSG se ganó su lugar como una de las jóvenes promesas del equipo argentino. Sus buenas actuaciones en el club parisino le valieron una convocatoria a la cita mundialista, donde sería parte de la lista definitiva de jugadores que disputarían el certamen con el seleccionado nacional, junto con otros de edad similar como Paulo Dybala y Cristian Pavón. A pesar del alto rendimiento que el jugador venía demostrando en los encuentros previos al Mundial, Lo Celso no disputó ningún minuto.
Lo Celso sería nuevamente citado al seleccionado nacional en el mes de septiembre, para disputar los primeros encuentros del conjunto albiceleste posteriores a la Copa del Mundo, en esta ocasión por Lionel Scaloni, que había tomado las riendas del equipo por un tiempo indefinido tras la renuncia de Jorge Sampaoli. Lo Celso participaría como una de las caras de la renovación generacional del combinado celeste y blanco en el primer amistoso ante Guatemala en Estados Unidos, en el cual también marcaría su primer gol internacional con la casaca albiceleste, desbordando al arco rival con un zurdazo fuera de área, y poniendo el 2-0 parcial (Gonzalo "Pity" Martínez había anotado el primero de penal), que finalizaría en un triunfo albiceleste por 3-0 ante su par centroamericano. En el segundo encuentro, ante Colombia, Lo Celso fue uno de los pocos jugadores que Scaloni conservó en su alineación titular, ya que había hecho un recambio de la formación inicial para dar rodaje a todos los citados. El mediocampista tuvo un accionar notable, rematando cuatro veces al arco cafetero y exigiendo constantemente al portero rival David Ospina, aunque sin éxito; saldría sustituido por Cristian Pavón en el minuto 70. Al mes siguiente, Lo Celso sería convocado al seleccionado albiceleste para disputar los encuentros de ese mes frente a Irak y Brasil. En el clásico ante la verdeamarela, el jugador tendría un papel destacado al tener la primera situación clara de peligro, después de que sacara un potente remate que pasó muy cerca del guardameta brasileño Alisson Becker tras haber recibido el balón por un error del centro canarinha Casemiro, pero no lograría poder definir, y saldría sustituido por Eduardo Salvio a los 73'. En noviembre, Lo Celso sería citado para disputar los últimos encuentros del seleccionado nacional del año corriente, midiéndose en ambos ante el conjunto mexicano en territorio local. Fue parte de la alineación titular en el primer partido ante el combinado tricolor; salió reemplazado por Maximiliano Meza en el minuto 73. En el segundo cotejo frente a los aztecas, Lo Celso entraría a los 59 minutos, en sustitución de Erik Lamela.
Finalmente, debido a una lesión muscular, Lo Celso sería descartado del plantel final de la albiceleste para disputar el Mundial de Catar 2022. Su lugar fue ocupado por Paulo Dybala, y su número de dorsal, el 20, fue usado por Alexis Mac Allister.
Integró el plantel argentino que ganó el bicampeonato en la Copa América 2024.

#### Participaciones en Copas del Mundo
| Torneo            | Sede  | Resultado        | Partidos | Goles |
| ----------------- | ----- | ---------------- | -------- | ----- |
| Copa Mundial 2018 | Rusia | Octavos de final | 0        | 0     |

#### Participaciones en Copas América
| Torneo            | Sede           | Resultado     | Partidos | Goles |
| ----------------- | -------------- | ------------- | -------- | ----- |
| Copa América 2019 | Brasil         | Tercer puesto | 6        | 1     |
| Copa América 2021 | Brasil         | Campeón       | 6        | 0     |
| Copa América 2024 | Estados Unidos | Campeón       | 5        | 0     |

#### Participaciones en Copa de Campeones Conmebol-UEFA
| Torneo                               | Sede    | Resultado | Partidos | Goles |
| ------------------------------------ | ------- | --------- | -------- | ----- |
| Copa de Campeones Conmebol-UEFA 2022 | Londres | Campeón   | 1        | 0     |

#### Goles internacionales
| # | Fecha                   | Lugar                                                     | Rival       | Gol   | Resultado | Competición       |
| - | ----------------------- | --------------------------------------------------------- | ----------- | ----- | --------- | ----------------- |
| 1 | 8 de septiembre de 2018 | Los Angeles Memorial Coliseum, California, Estados Unidos | Guatemala   | 2 - 0 | 3 - 0     | Amistoso          |
| 2 | 28 de junio de 2019     | Estadio Maracana, Río de Janeiro, Brasil                  | Venezuela   | 0 - 2 | 0 - 2     | Copa América 2019 |
| 3 | 22 de marzo de 2024     | Lincoln Financial Field, Filadelfia, Estados Unidos       | El Salvador | 3 - 0 | 3 - 0     | Amistoso          |

## Estadísticas

### Clubes
Actualizado al último partido disputado el 6 de mayo de 2025.
| Club                               | Div.          | Temporada     | Liga  | Liga  | Liga   | Copas nacionales | Copas nacionales | Copas nacionales | Copas internacionales | Copas internacionales | Copas internacionales | Total | Total | Total  |
| Club                               | Div.          | Temporada     | Part. | Goles | Asist. | Part.            | Goles            | Asist.           | Part.                 | Goles                 | Asist.                | Part. | Goles | Asist. |
| ---------------------------------- | ------------- | ------------- | ----- | ----- | ------ | ---------------- | ---------------- | ---------------- | --------------------- | --------------------- | --------------------- | ----- | ----- | ------ |
| C. A. Rosario Central Argentina    | 1.ª           | 2015          | 13    | 0     | 3      | 3                | 0                | 0                | —                     | —                     | —                     | 16    | 0     | 3      |
| C. A. Rosario Central Argentina    | 1.ª           | 2016          | 14    | 2     | 4      | 0                | 0                | 0                | 9                     | 0                     | 1                     | 23    | 2     | 5      |
| C. A. Rosario Central Argentina    | 1.ª           | 2016-17       | 9     | 1     | 2      | 6                | 0                | 0                | —                     | —                     | —                     | 15    | 1     | 2      |
| C. A. Rosario Central Argentina    | Total club    | Total club    | 36    | 3     | 9      | 9                | 0                | 0                | 9                     | 0                     | 1                     | 54    | 3     | 10     |
| Paris Saint-Germain F. C. Francia  | 1.ª           | 2016-17       | 4     | 0     | 2      | 1                | 0                | 0                | 0                     | 0                     | 0                     | 5     | 0     | 2      |
| Paris Saint-Germain F. C. Francia  | 1.ª           | 2017-18       | 33    | 4     | 2      | 8                | 2                | 0                | 7                     | 0                     | 1                     | 48    | 6     | 3      |
| Paris Saint-Germain F. C. Francia  | 1.ª           | 2018-19       | 1     | 0     | 0      | 0                | 0                | 0                | ―                     | ―                     | ―                     | 1     | 0     | 0      |
| Paris Saint-Germain F. C. Francia  | Total club    | Total club    | 38    | 4     | 4      | 9                | 2                | 0                | 7                     | 0                     | 1                     | 54    | 6     | 5      |
| Real Betis Balompié · España       | 1.ª           | 2018-19       | 32    | 9     | 4      | 6                | 2                | 0                | 7                     | 5                     | 1                     | 45    | 16    | 5      |
| Tottenham Hotspur F. C. Inglaterra | 1.ª           | 2019-20       | 28    | 0     | 2      | 4                | 1                | 1                | 5                     | 1                     | 0                     | 37    | 2     | 3      |
| Tottenham Hotspur F. C. Inglaterra | 1.ª           | 2020-21       | 18    | 1     | 1      | 1                | 0                | 0                | 9                     | 4                     | 0                     | 28    | 5     | 1      |
| Tottenham Hotspur F. C. Inglaterra | 1.ª           | 2021-22       | 9     | 0     | 0      | 5                | 0                | 1                | 5                     | 2                     | 1                     | 19    | 2     | 2      |
| Villarreal C. F. · España          | 1.ª           | 2021-22       | 16    | 1     | 0      | 0                | 0                | 0                | 6                     | 0                     | 0                     | 22    | 1     | 0      |
| Villarreal C. F. · España          | 1.ª           | 2022-23       | 22    | 2     | 3      | 0                | 0                | 0                | 7                     | 0                     | 1                     | 29    | 2     | 4      |
| Villarreal C. F. · España          | Total club    | Total club    | 38    | 3     | 3      | 0                | 0                | 0                | 13                    | 0                     | 1                     | 51    | 3     | 4      |
| Tottenham Hotspur F. C. Inglaterra | 1.ª           | 2023-24       | 22    | 2     | 2      | 2                | 0                | 0                | —                     | —                     | —                     | 24    | 2     | 2      |
| Tottenham Hotspur F. C. Inglaterra | Total club    | Total club    | 77    | 3     | 5      | 12               | 1                | 2                | 19                    | 7                     | 1                     | 108   | 11    | 8      |
| Real Betis Balompié · España       | 1.ª           | 2024-25       | 25    | 8     | 3      | 0                | 0                | 0                | 7                     | 1                     | 0                     | 34    | 9     | 3      |
| Real Betis Balompié · España       | Total club    | Total club    | 57    | 15    | 7      | 12               | 3                | 0                | 8                     | 5                     | 1                     | 79    | 25    | 9      |
| Total carrera                      | Total carrera | Total carrera | 246   | 30    | 33     | 38               | 5                | 5                | 60                    | 12                    | 5                     | 346   | 47    | 43     |

### Selección
- Actualizado hasta el 19 de noviembre de 2024.

| Selección                    | Año                  | Amistosos | Amistosos | Amistosos | Eliminatorias | Eliminatorias | Eliminatorias | Mundial / JJ. OO. | Mundial / JJ. OO. | Mundial / JJ. OO. | Finalissima / Copa América | Finalissima / Copa América | Finalissima / Copa América | Total | Total | Total  |
| Selección                    | Año                  | Part.     | Goles     | Asist.    | Part.         | Goles         | Asist.        | Part.             | Goles             | Asist.            | Part.                      | Goles                      | Asist.                     | Part. | Goles | Asist. |
| Selección Olímpica Argentina | 2016                 | 3         | 0         | 1         | —             | —             | —             | 3                 | 0                 | 0                 | —                          | —                          | —                          | 6     | 0     | 1      |
| Selección Olímpica Argentina | Total                | 3         | 0         | 1         | —             | —             | —             | 3                 | 0                 | 0                 | —                          | —                          | —                          | 6     | 0     | 1      |
| Absoluta Argentina           | 2017                 | 2         | 0         | 0         | —             | —             | —             | —                 | —                 | —                 | —                          | —                          | —                          | 2     | 0     | 0      |
| Absoluta Argentina           | 2018                 | 8         | 1         | 1         | —             | —             | —             | —                 | —                 | —                 | —                          | —                          | —                          | 8     | 1     | 1      |
| Absoluta Argentina           | 2019                 | 5         | 0         | 2         | —             | —             | —             | —                 | —                 | —                 | 6                          | 1                          | 1                          | 11    | 1     | 3      |
| Absoluta Argentina           | 2020                 | —         | —         | —         | 2             | 0             | 2             | —                 | —                 | —                 | —                          | —                          | —                          | 2     | 0     | 2      |
| Absoluta Argentina           | 2021                 | —         | —         | —         | 7             | 0             | 3             | —                 | —                 | —                 | 6                          | 0                          | 0                          | 13    | 0     | 3      |
| Absoluta Argentina           | 2022                 | 2         | 0         | 1         | 2             | 0             | 0             | —                 | —                 | —                 | 1                          | 0                          | 0                          | 5     | 0     | 1      |
| Absoluta Argentina           | 2023                 | 3         | 0         | 3         | 4             | 0             | 1             | —                 | —                 | —                 | —                          | —                          | —                          | 7     | 0     | 4      |
| Absoluta Argentina           | 2024                 | 4         | 1         | 0         | 4             | 0             | 1             | —                 | —                 | —                 | 5                          | 0                          | 1                          | 13    | 1     | 2      |
| Absoluta Argentina           | Total                | 24        | 2         | 7         | 19            | 0             | 7             | 0                 | 0                 | 0                 | 18                         | 1                          | 2                          | 61    | 3     | 16     |
| Total en selecciones         | Total en selecciones | 27        | 2         | 8         | 19            | 0             | 7             | 3                 | 0                 | 0                 | 18                         | 1                          | 2                          | 67    | 3     | 17     |
| ---------------------------- | -------------------- | --------- | --------- | --------- | ------------- | ------------- | ------------- | ----------------- | ----------------- | ----------------- | -------------------------- | -------------------------- | -------------------------- | ----- | ----- | ------ |

## Palmarés

### Campeonatos nacionales
| Título               | Equipo              | País    | Año     |
| -------------------- | ------------------- | ------- | ------- |
| Copa de la Liga      | París Saint-Germain | Francia | 2016-17 |
| Copa de Francia      | París Saint-Germain | Francia | 2016-17 |
| Supercopa de Francia | París Saint-Germain | Francia | 2017    |
| Copa de la Liga      | París Saint-Germain | Francia | 2017-18 |
| Ligue 1              | París Saint-Germain | Francia | 2017-18 |
| Copa de Francia      | París Saint-Germain | Francia | 2017-18 |
| Supercopa de Francia | París Saint-Germain | Francia | 2018    |
| Ligue 1              | París Saint-Germain | Francia | 2018-19 |

### Campeonatos internacionales
| Título                          | Equipo                 | Sede           | Año  |
| ------------------------------- | ---------------------- | -------------- | ---- |
| Copa América                    | Selección de Argentina | Brasil         | 2021 |
| Copa de Campeones Conmebol-UEFA | Selección de Argentina | Londres        | 2022 |
| Copa América                    | Selección de Argentina | Estados Unidos | 2024 |

### Distinciones individuales.
| Distinción                                                                          | Año  |
| ----------------------------------------------------------------------------------- | ---- |
| Parte de los 50 mejores futbolistas sub-20 del mundo según La Gazzetta dello Sport. | 2016 |
| Parte de los 59 mejores futbolistas sub-21 del mundo según FourFourTwo.             | 2016 |
| Equipo Revelación de LaLiga según una encuesta de Diario Marca.                     | 2019 |

## Vida privada
Es hermano del joven futbolista de Rosario Central, Francesco Lo Celso.